# Brachys incolus
Brachys incolus es una especie de escarabajo barrenador metálico del género Brachys, categorizada en la tribu Trachyini, de la subfamilia Agrilinae.

## Taxonomía
Fue descrita científicamente por Obenberger en 1923.
Tratamiento taxonómico
La especie aparece registrada y publicada en Eine Serie neuer Buprestidenarten. Tijdschrift voor Entomologie 66:1-32. (1923).